# Charles Wills
Charles Wills (octobre 1666 - 25 décembre 1741) est un militaire professionnel de Cornouailles, lieutenant-général de l'Ordnance et député de Totnes de 1718 à 1741.
Il commence sa carrière militaire en 1689, servant successivement dans la guerre Williamite en Irlande, la guerre de Neuf Ans et la guerre de Succession d'Espagne. Lors du soulèvement jacobite de 1715, il commande les troupes gouvernementales à la bataille de Preston, qui met fin à la révolte.
Wills est récompensé par une promotion au grade de Lieutenant général et est élu pour Totnes, un siège contrôlé par le duc de Bolton, un Whig éminent. Bien qu'il ait peu d'impact sur le Parlement, il est un partisan fiable du gouvernement et nommé conseiller privé en 1719.
George Ier fait de lui l'un des premiers membres de l'Ordre du Bain nouvellement relancé en 1725, mais Wills ne réussit pas à obtenir une pairie comme prévu. Il meurt à Londres le 25 décembre 1741 et est enterré à l'Abbaye de Westminster.

## Origines
Wills est baptisé à St. Goran, Cornwall, le 23 octobre 1666, l'un des six fils survivants d'Anthony Wills de St Goran, et de sa femme Jenofer (morte en 1729). Ses frères sont Anthony (ca 1657-1690), John (1664-? ), Richard (1665-ca 1719), Edward (mort avant 1728) et Symon (1668-? ). Charles est de loin le plus prospère, bien que Richard ait pris sa retraite en 1712 en tant que colonel, Edward en tant que capitaine, tandis que plusieurs neveux servent également sous ses ordres. 
Wills ne se marie jamais et meurt à Londres le 25 décembre 1741. À l'exception de quelques legs, la majeure partie de sa succession considérable est laissée à son exécuteur testamentaire Robert Rich, qui est attaqué en vain devant le tribunal par son neveu Richard.

## Carrière de 1689 à 1714
On sait peu de choses sur la carrière de Wills avant la Glorieuse Révolution de 1688, lorsqu'il reçoit une commission dans l'armée élargie levée par Guillaume III. Lui et son frère Richard sont nommés dans un régiment levé par Thomas Erle, qui prend part à la guerre Williamite de 1689 à 1691 en Irlande, combattant à La Boyne et Aughrim. En juillet 1691, les frères passent dans le 19e régiment d'infanterie, qui sert alors également en Irlande, Wills étant promu capitaine .
Transféré en Flandre au début de 1692 lors de la guerre de Neuf Ans, son régiment participe aux batailles de Steenkerque et de Landen, ainsi qu'au siège de Namur . En 1694, il devient major dans le régiment du colonel Saunderson, atteignant le grade de lieutenant-colonel en 1697 peu avant la fin de la guerre avec le traité de Ryswick et la dissolution de son unité.
Avec le déclenchement de la guerre de Succession d'Espagne en juin 1701, Wills est nommé au nouveau 36e régiment d'infanterie, envoyé en Espagne en 1702 dans le cadre d'une force anglo-néerlandaise-allemande sous les ordres du duc d'Ormonde. Il participe à la prise de Port St Mary, avant de rejoindre une expédition aux Antilles, dirigée par Christopher Codrington. En mars 1703, ils débarquent sur l'île française de Guadeloupe, mais subissent de lourdes pertes à cause de la maladie. Après que Codrington soit tombé malade fin avril, Wills supervise l'évacuation des troupes restantes en mai, avant de retourner en Irlande .

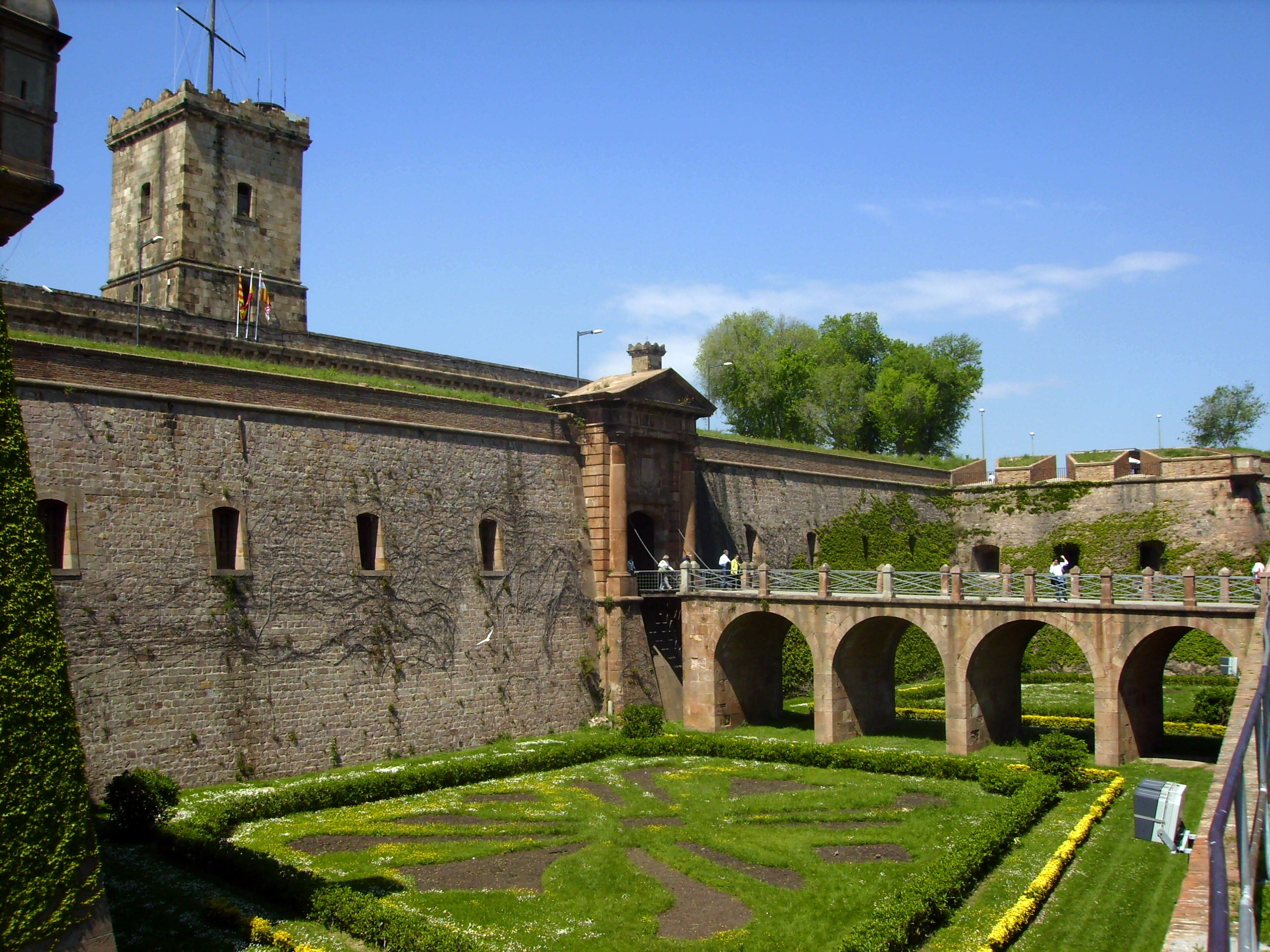
Château de Montjuïc, Barcelone ; Wills participe à sa capture en septembre 1705, puis le défend en avril 1706

En 1705, Wills accompagne le comte de Peterborough en Espagne en tant que quartier-maître général, servant à la prise de Barcelone le 4 octobre 1705 ; neuf jours plus tard, il est nommé colonel d'un régiment d'Infanterie de marine, plus tard le 30e régiment d'infanterie. En janvier 1706, il participe à une brève mais sanglante bataille à San Esteban de Litera, prenant le commandement lorsque le major-général Conyngham est mortellement blessé . Il fait également partie de la garnison lors de la tentative infructueuse des Bourbons de reprendre Barcelone en avril 1706, et est promu brigadier-général le 1er janvier 1707 .
En mars, Peterborough est rappelé en Angleterre et remplacé par le comte de Galway, qui subit une grave défaite face aux forces des Bourbons à Almansa en avril . Wills est laissé à la tête des forces alliées en Catalogne et dirige la défense de Lérida, qui se rend le 11 novembre après un siège de deux mois. Sa résistance opiniâtre empêche les Bourbons de profiter pleinement de leur victoire et d'attaquer Barcelone. La garnison obtient le libre passage vers le territoire contrôlé par les Alliés, bien que Wills ait été brièvement détenu en représailles à la détention présumée d'un officier espagnol .
Le gouvernement britannique décide de reprendre l'offensive en 1708 ; lorsqu'un escadron de la Royal Navy sous John Leake attaque la Sardaigne en août, Wills commande une force de débarquement de 1 600 hommes qui capture la capitale Cagliari . De retour en Grande-Bretagne en octobre, il y reste jusqu'à la fin de 1709 quand il est renvoyé en Espagne, maintenant en tant que major-général sous James Stanhope. Après les victoires d'Almenar et de Saragosse, les Alliés entrent dans Madrid, mais ne peuvent tenir l'intérieur et sont contraints de battre en retraite. Wills fait partie des 3 500 soldats britanniques contraints de se rendre à Brihuega le 8 décembre .
La bataille de Villaviciosa le 10 décembre confirme le contrôle des Bourbons sur l'Espagne, tandis que les élections générales britanniques de 1710 amènent un gouvernement conservateur qui veut la paix. Dans la réduction de l'armée qui suit, ses frères perdent leurs postes, tandis que la recommandation de Stanhope qu'il soit promu lieutenant-général n'est pas approuvée. Cependant, il est libéré après quelques mois, tandis que son régiment évite d'être dissous comme beaucoup d'autres en étant converti en unité d'infanterie et affecté en Irlande en 1714 .

## Carrière après 1715
En vertu de l'Acte d'établissement de 1701, les catholiques sont exclus du trône britannique ; cela signifie que lorsque la reine Anne meurt en août 1714, son successeur est George Ier, un parent éloigné mais protestant, plutôt que son demi-frère catholique Jacques François Stuart. Les conservateurs perdent leurs fonctions et les whigs pro-hanovriens comme Stanhope contrôlent le gouvernement pendant les 30 années suivantes . Lorsque le soulèvement jacobite de 1715 commence fin août, des sympathisants whigs sont placés à des postes clés, Wills ayant reçu le commandement des troupes gouvernementales à Chester. Le 13 novembre, il attaque les rebelles à Preston mais est repoussé ; le lendemain, il est rejoint par les forces de George Carpenter et sans possibilité de s'échapper, les Jacobites se rendent .

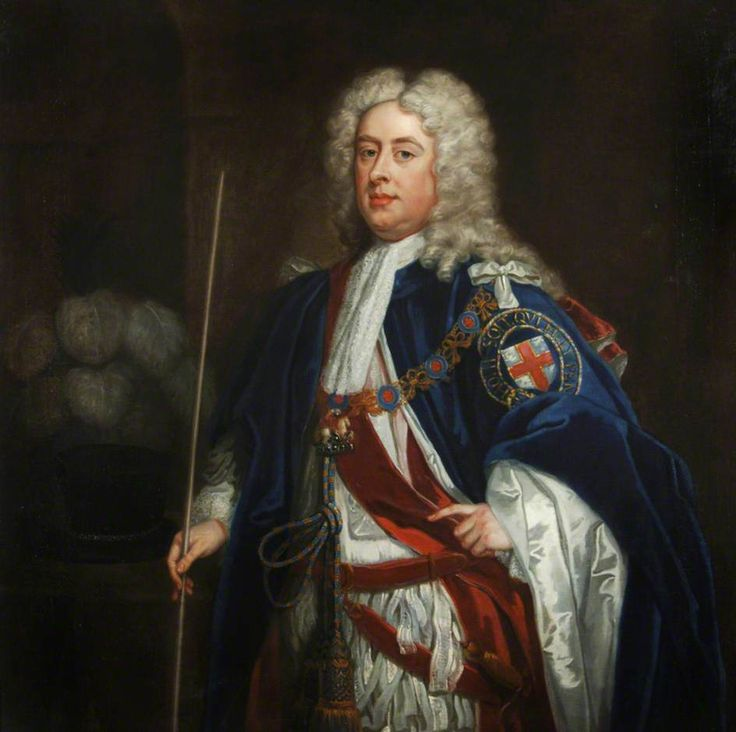
Homme politique whig, le duc de Bolton, qui a nommé Wills pour Totnes en 1718

Carpenter et Wills se seraient affrontés auparavant en Espagne; en dépit d'être l'officier supérieur, Carpenter estime que Wills a pris la majeure partie du mérite de cette victoire, alors que son rôle a été ignoré. Les deux en viennent presque aux mains, avant que l'affaire ne soit aplanie par Marlborough ; Wills reçoit finalement sa promotion au grade de lieutenant-général, bien que Carpenter soit devenu commandant en chef de l'Écosse . En janvier 1716, Wills est nommé colonel du 3e régiment d'infanterie, exerce les fonctions de gouverneur de Berwick-upon-Tweed de 1715 à 1718, puis de Portsmouth de 1718 à 1719, tous deux considérés comme des postes importants. Le 22 avril 1718, il est nommé lieutenant-général de l'artillerie, poste qu'il conserve jusqu'à sa mort en 1741 .
Lors d'une élection partielle le 29 décembre 1718, Wills est élu député de Totnes, une circonscription contrôlée par le duc whig de Bolton. Il occupe ce siège sans interruption jusqu'à sa mort, devenant conseiller privé le 9 mai 1719. Il vote de manière fiable pour le gouvernement, mais a peu d'impact sur le Parlement. Il est l'un des premiers membres de l'Ordre du Bain nouvellement relancé en 1725, il est également nommé colonel des Foot Guards en 1726 ; George Ier aurait eu l'intention de faire de lui un pair, mais meurt en juin 1727 .
Lors d'une revue des Guards en juillet 1737, Wills quitte le terrain après que George II l'ait qualifié de menteur. Bien qu'il soit devenu général d'infanterie en 1739, c'est peut-être pour cette raison qu'il n'a pas atteint le grade de maréchal comme il s'y attendait . Wills est mort à Londres le 25 décembre 1741 et est enterré dans l'Abbaye de Westminster, bien que sans monument ni pierre tombale . À l'exception de quelques legs, il laisse la somme considérable de 5 000 £ à son aide de camp, Robert Rich.

## Sources
- Anonymous, Historical records of the XXX Regiment, London: William Clowes and Sons, 1887
- Richard Cannon, Historical record of the Nineteenth or First Yorkshire North Riding Regiment of Foot containing an account of the formation of the regiment in 1688 and of its subsequent services to 1848, Parker, Furnivall and Parker, 1848
- Charles Dalton, English army lists and commission registers, 1661–1714, Volume III, Eyre & Spottiswoode, 1896
- Charles Dalton, English army lists and commission registers, 1661–1714, Volume V, Eyre & Spottiswoode, 1904
- Charles Dalton, George the First's army 1714–1727, Volume I, Eyre & Spottiswoode, 1910
- Henry Kamen, Philip V of Spain: The King Who Reigned Twice, Yale University Press, 2001 (ISBN 978-0253190253)
- Bruce Lenman, The Jacobite Risings in Britain, 1689-1746, Methuen, 1980 (ISBN 0413396509)
- Shirley Mathews, WILLS, Charles (1666-1741) in The History of Parliament: the House of Commons 1715-1754, Boydell & Brewer, 1970 (lire en ligne)
- Arthur Parnell, The War of the Succession in Spain: During the Reign of Queen Anne, 1702–1711, George Bell and Sons, 1888
- Xavier Rubio Campillo, God save Catalonia! England's intervention in Catalonia during the War of the Spanish Succession, Grup de Recerca de la Universitat de Barcelona, 2010 (lire en ligne)
- « Sir Charles Wills », Westminster Abbey (consulté le 24 décembre 2020)
- Anne Somerset, Queen Anne: the Politics of Passion, Harper Press, 2012 (ISBN 978-0007203765)